# Gaetano Galbusera Fumagalli
Gaetano Galbusera Fumagalli SDB (Missaglia, 28 de agosto de 1940) é prelado italiano da Igreja Católica Romana professo dos Salesianos de Dom Bosco. É bispo titular de Mascula e vigário apostólico emérito de Pucallpa, no Peru.

## Biografia
Nasceu em Missaglia, província de Como e Diocese de Milão, na Itália, em 1940. Conseguiu láurea em filosofia na Universidade Católica de Milão e licenciatura em teologia na Pontifícia Universidade Salesiana de Roma. Emitiu seus votos perpétuos na Congregação dos Salesianos de Dom Bosco em 16 de agosto de 1963 e foi ordenado sacerdote em 22 de dezembro de 1967.
Terminados os estudos em Milão e em Roma, exerceu os seguintes cargos: diretor do colégio e da paróquia salesiana de Arese (1980-1986); diretor do colégio salesiano de Bolonha (1986-1987); inspetor da Inspetoria Adriática (1987-1993); diretor do colégio e da paróquia de Sesto San Giovanni e conselheiro inspetorial da Inspetoria Lombardo-Emiliana (1993-1997); reitor do Seminário Maior de Pomallucay), na Prelazia de Huarí, Peru (1997-2007).
Em 18 de julho de 2007, o Papa Bento XVI nomeou-o bispo titular de Mascula e coadjutor do Vicariato Apostólico de Pucallpa. Sua ordenação episcopal aconteceu em 26 de agosto seguinte, na Catedral de Chimbote, presidida por seu coirmão Dom Tarcisio Bertone, cardeal secretário de Estado do Vaticano, auxiliado por Dom Juan Luis Martin Buisson, PME, vigário apostólico de Pucallpa, e por Dom Ivo Baldi Gaburri, então prelado de Huarí. Sucedeu a Dom Juan Luis pouco mais de um ano depois, em 8 de setembro de 2008.
Em março de 2016, interveio junto ao fiéis em favor do diálogo pacífico na greve geral contra o aumento dos preços da eletricidade, da água potável e outras necessidades básicas na região de Ucayali.
Em 31 de julho de 2019, o Papa Francisco aceitou seu pedido de renúncia ao governo pastoral de Pucallpa, escolhendo como seu sucessor o Monsenhor Augusto Martín Quijano Rodríguez, seu coirmão. Dom Gaetano foi seu co-consagrante episcopal.